# Косарев, Николай Петрович
Николай Петрович Косарев (род. 22 мая 1953 года, Верхотурье) ― российский учёный и педагог. Доктор технических наук, профессор. Ректор Уральского государственного горного университета в 2002―2017 гг.

## Биография
Родился 22 мая 1953 года в городе Верхотурье, Свердловская область. Отец ― Пётр Игнатьевич, работал начальником ж/д станции Верхотурье, мать ― Евгения Михайловна, трудилась на грузовом дворе железнодорожной станции.
В 1955 году семья переехала в Серов Свердловской области. В 1970 году окончил там среднюю школу № 16, после чего поступил в Свердловский горный институт на специальность «горные машины и комплексы подземных разработок».
Вся дальнейшая трудовая деятельность Косарева связана с институтом. Ленинский стипендиат в 1972―1975 годах. С 1971 года  ― участник строительных студенческих отрядов: боец, мастер, трижды командир ССО.
В 1975 году с отличием окончил Горный институт. В 1975―1976 гг.  ― секретарь комитета ВЛКСМ Свердловского горного института, в 1976 ―1979 гг.  ― аспирант кафедры горной механики, в 1979―1982 гг.  ― ассистент кафедры горной механики, в 1982―1987 гг.  ― старший научный сотрудник, в 1987―1989 гг.  ― доцент, с 1989 года  ― профессор.
В 1979 году защитил кандидатскую диссертацию по теме «Разработка и исследование способов и средств повышения эффективности рудничных главных вентиляторных установок с осевыми вентиляторами», а в 1988 году  ― докторскую диссертацию по теме «Научно-технические основы разработки конструкций и оптимизация эксплуатации вентиляторов главного проветривания метрополитенов».
С 1992 года ― декан факультета дополнительного образования. С 1998 по 2002 год  ― заведующий кафедрой горной механики.
С декабря 2002 года по август 2017 года ― ректор Уральского государственного горного университета (переизбирался трижды). Во время пребывания Косарева на посту ректора при университете был возрождён православный храм Николая Чудотворца, были открыты новые кафедры и факультеты, увеличилось число студентов. Сам вуз из академии стал университетом.
Ушёл в отставку в августе 2017 года после того, как в университете была проведена проверка о соблюдении бюджетного законодательства, по результатам которой было возбуждено два уголовных дела по статьям «покушение на мошенничество» и «присвоение». Сам Косарев фигурантом дел не являлся, а своё прошение об отставке мотивировал тем, что переизбираться четвёртый раз он не собирался и желал предоставить возможность новому руководителю начать свою работу одновременно с началом нового учебного года, а не в его середине, когда и должен был изначально истечь срок его полномочий. Преемником Косарева стал Алексей Владимирович Душин.
В настоящее время является главным редактором научно-технического журнала «Известия Уральского государственного горного университета».
Автор 146 печатных работ, имеет 25 авторских свидетельств и 5 патентов.
В 2006 году возглавил Свердловское областное региональное отделение общественной организации «Всероссийское педагогическое собрание», входит в состав Федерального руководящего органа данной организации. Также является сопредседателем Свердловского регионального отделения Ообъединенного народного фронта России.
В 2013—2018 годах был депутатом Екатеринбургской городской Думы, входил в состав постоянной комиссии по безопасности жизнедеятельности населения. Доверенное лицо В. В. Путина во время президентских выборов 2018 года.
Женат, есть дети.

### Звания и награды
Почётный работник высшего профессионального образования Российской Федерации (2000). Академик Международной академии наук экологии, безопасности человека и природы (2009) и действительный член Академии горных наук (2009).